# Эрвиг
Эрвиг — король вестготов в 680—687 годах. В «Хронике Альфонсо III» утверждается, что Эрвиг был миролюбив и умерен по отношению к подданным.

## Биография

### Происхождение и приход к власти
О происхождении и приходе к власти Эгики «Хроника Альфонсо III» повествует следующее:

«Ранее, во времена короля Хиндасвинта, муж именем Ардабаст из Греции (Византии), изгнанный из страны императором, пересёк море и прибыл в Испанию. Король Хиндасвинт великолепно принял его и дал свою племянницу ему в жены. От этого союза был рождён сын, названный Эрвигом. После того, как Эрвиг оказался во дворце и достинг ранга комита, он возгордился и стал плести заговор против короля Вамбы. Он дал королю выпить настойку из растения, называемого spartus, и Вамба тут же потерял память. Когда городской епископ и дворцовая знать, преданные королю и не знавшие о напитке, увидели Вамбу в прострации и беспамятстве, они распорядились, чтобы он как можно скорее смог исповедаться и очиститься от грехов, дабы не умереть грешником. Когда король оправился от действия напитка и понял, что произошло, то сразу удалился в монастырь… После Вамбы королевство досталось Эрвигу».
Имя Ардабаст (Артавазд) армянского или иранского происхождения. Однако, скорее всего, сообщение «Хроники Альфонсо III» о происхождении Эгики малодостоверно. Однако не вызывает сомнение, что со стороны же своей матери он был причастен к роду вестготских королей. По одному из предположений, Ардобаст был сын Атанагильда.
Эрвиг был связан с Юлианом, который посвятил ему одно из своих теологических сочинений, и, видимо, который, став епископом Толедо, и помог ему стать королём. Если следовать букве соборного постановления об избрании короля, то Эрвиг не мог достичь трона, так как по отцу был не готом, а византийцем. Неизвестно, к каким доводам прибег Юлиан для оправдания назначения Эрвига, но ясно, что без деятельности толедского митрополита здесь не обошлось. Уже на следующий день после устранения Вамбы, 15 октября 680 года Эрвиг вступил на престол, а уже в ближайшее воскресенье 21 октября был помазан на царство

### Двенадцатый Толедский собор

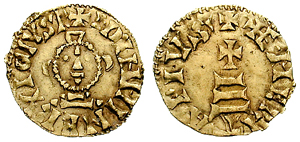
Тремисс Эрвига (1,43 г). Монетный двор в Мериде. Надпись на аверсе — ID IN M N ERVIGIVS RX, надпись на реверсе — EMERITA PIVS

Однако несмотря на соблюдение всех формальностей, Эрвиг чувствовал необходимость дальнейшего оправдания своего прихода к власти. 9 января 681 года был созван XII Толедский собор. Самым старым митрополитом на этом соборе оказался епископ Севильи Юлиан, который поэтому и считался председателем, но реально всей работой собора руководил его тёзка из Толедо. В отличие от соборов, созываемых Вамбой, этот был общегосударственным, хотя на нём не присутствовало ни одного епископа из Септимании и Тарраконской Испании. Видимо, удар, нанесённый Вамбой в ходе и результате подавления мятежа Павла, был столь силён, что местные церкви от него не оправились. Зато присутствовали епископы Галисии, так что ни о каком противостоянии собственно испанской и галисийской церквей, как это было при Вамбе, речи не было. Наконец, на соборе снова присутствовали светские вельможи; его акты подписали 15 знатных придворных особ. А сам король, как и его предшественники до Вамбы, обратился к собору со специальным посланием. Всё подчёркивало, что роль церкви, приниженная Вамбой, восстанавливается в прежнем блеске и значимости.
Двенадцатый Толедский собор подтвердил законность восшествия на престол Эрвига, удостоверив, что документы отречения Вамбы и утверждения Эрвига на троне были подлинными и содержали их собственные подписи. Также он присёк все попытки прежнего монарха вернуться к власти. Было принято специальное постановление, что тот, кто принял епитимью (и, соответственно, стал монахом), не может больше воевать, что подразумевало и невозможность находиться на троне. И послание Эрвига, и вся деятельность собора были пронизаны отрицанием деятельности Вамбы и осуждением ряда аспектов его правления. Король призвал участников собора исправить некоторые существующие законы, причём в первую очередь имелся в виду «военный закон», вызывающий столь значительную вражду и церкви, и светской знати. Собор с энтузиазмом поддержал это предложение. Выступил собор также против новых епископат, созданных Вамбой, поскольку, как утверждалось в одном из соборных постановлений, это противоречило декретам предков. Впрочем, реально это коснулось только епископа Куниульда, но и тот был не лишён сана, а вскоре переведён на ставшую вакантной кафедру в Италике около Севильи. Иерархи явно не были заинтересованы в создании очага напряжённости в недрах церкви.
Также было с готовностью выполнено другое желание короля — избежать повторения судьбы Вамбы. В актах собора был очень точно описан весь ход действий, приведший к устранению Вамбы, и повторение этих действий воспрещалось под страхом суровой кары. Политический цинизм собора превосходит всяческое воображение. Эрвиг отблагодарил также Юлиана Толедского: Двенадцатый Толедский собор официально признал столичного митрополита примасом испанской (и септиманской) церкви.

### Новое законодательство
Получив полную поддержку собора, Эрвиг обратился к законодательству, и его основной целью стал пересмотр суровых норм прежних законов и особенно «военного закона». Уже 21 октября 681 года был введён в действие пересмотренный кодекс, в котором новую редакцию получили 84 закона, в том числе, конечно, и «военный закон». В последнем были смягчены наказания за уклонение от военной службы, а главное — в нём отсутствовало всякое упоминание о том, что епископы также были обязаны выставлять войско, как это предусматривало законодательство Вамбы. Таким образом церковь возвращала себе привилегии, отнятые Вамбой. Вся законодательная деятельность Эрвига, на которого огромное влияние оказывал Юлиан, должна была показать, что возвращение к централизаторской и в большей мере антиаристократической политике Вамбы не будет. Фактически пересмотренный кодекс закреплял победу светской и церковной знати над монархией.

### Борьба с иудеями

Золотой триенс Эрвига. Монетный двор Толедо. Вес — 1.35 г Диаметр — 20 мм. Надпись на аверсе: I.D.N.M.N. ERVIGIVS RX (Во имя Господа [сделал] Эрвиг король). Надпись на реверсе: TOLETO PIVS (Толедо. Благочестивый)

На первый план в государственной деятельности Эрвига вышла борьба с иудейской религиозной общиной. При поддержке XII Толедского собора Эрвиг издал двадцать восемь законов, направленных против евреев. Была высказана политика возвращения к антисемитскому законодательству царствования Сисебута, хотя и в немного более мягких формах ввиду отказа от смертной казни. Последовательней, чем его предшественники, он стремился насильно обратить иудеев в христианство. Им было запрещено заниматься любым родом деятельности, в котором они могли бы командовать христианами. Так, Эрвиг постановил, что знатный человек, отдавший христианина во власть иудея, должен заплатить 10 фунтов золотом (= 720 солидов). Священникам было предписано взять иудеев под свой строгий надзор. Впрочем, такую антиеврейскую политику Эрвига многие исследователи приписывают деятельности Юлиана, архиепископа Толедо, фанатичного антисемита. Сам потомок крещённых евреев, он с особым рвением выступал против иудеев и иудаизма и ведя с ними идейную борьбу, и используя всю силу церковной и королевской власти.
Однако в Септимании, которая была частью Вестготского королевства и подчинялась всем его светским и церковным законам, отношение к евреям было более мягким, и во второй половине VII века Нарбонская Галлия стала убежищем для многих иудеев, бежавших или изгнанных из Испании, что вызвало возмущение испанских иерархов, в том числе Юлиана Толедского.

### Тринадцатый Толедский собор

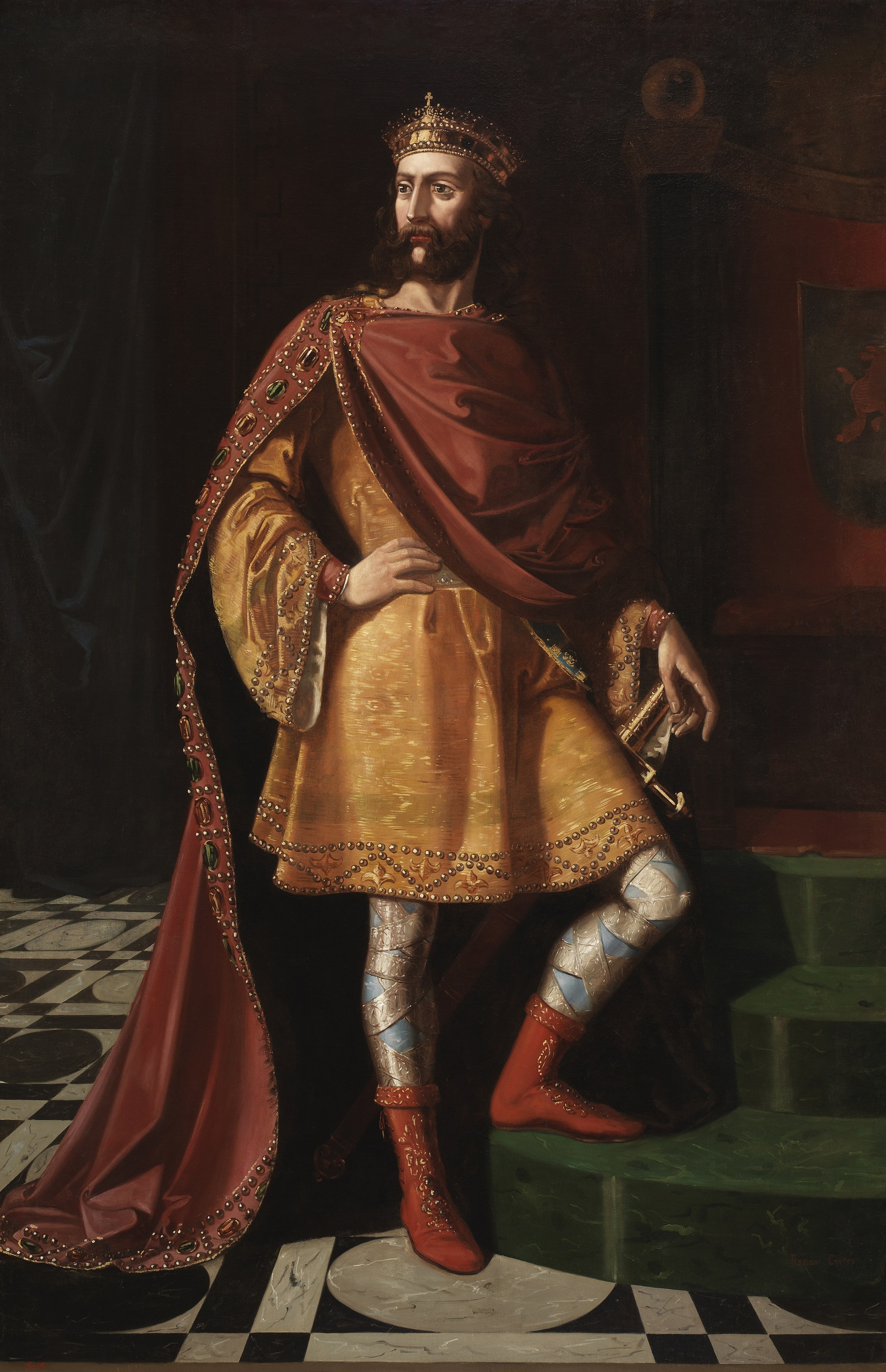
Эрвиг — король вестготов. Картина художника Рамона Кортеса. Написана в середине XIX века. Здание Конгресса депутатов Испании

В ноябре 683 года Эрвиг созвал Тринадцатый Толедский собор. На этот раз на соборе присутствовали епископы из всех провинций, а также 26 высших чиновников двора. Уже одно это должно было продемонстрировать сплочение церкви и светской аристократии вокруг короля, а сам собор — подтвердить курс нового правительства. Обращаясь с посланием к нему, король снова поднял вопрос о репрессиях Вамбы. Он предлагал не только полностью амнистировать его жертв, но и вернуть им конфискованное имущество. Однако собор решил несколько иначе. Он согласился с предложением Эрвига о прощении бывших мятежников и рекомендовал королю освободить их от рабства, восстановить им все права, в том числе право свидетельствовать на суде в соответствии с их достоинством, но отказался вернуть им ту часть их бывшего имущества, которую король в своё время другим лицам в собственность или в качестве жалования. Зато собор принял решение не ограничиться бывшими участниками мятежа Павла, а распространить амнистию на всех лиц, преследовавшихся королевской властью вплоть до правления Хиндасвинта. Цель соборного постановления ясна: сплотить знать и не допустить впредь никакого королевского произвола.
В том же направлении шло постановление о невозможности лишать высших чиновников двора и церкви их достоинства, жизни, здоровья и имущества без суда. В соответствии с этим постановлением Эрвиг и издал в том же 683 году закон, согласно которому епископ, придворный или гардинг мог быть смещён, арестован, подвергнут пытке и лишён имущества только по приговору суда, состоявшего из равных ему людей. Прощая все недоимки по налогам начиная с одного года, предшествующего воцарению Эрвига, собор с одной стороны признавал невозможность сбора налогов в требуемом королём объеме, а с другой — не только освобождал свободных крестьян и горожан от их задолженности перед королём, но шёл навстречу желаниям крупных землевладельцев, которые должны были платить налоги за зависимых от них людей. Собор также решительно выступил против введённой Хиндасвинтом практики назначать на ведущие должности при дворе своих отпущенников и даже рабов, тем самым фактически лишив короля собственной опоры, которую он мог противопоставить знати. Эрвиг резко выступал против самой мысли о возможности равенства знатного человека с отпущенником, а тем более с рабом. Выражал ли он в данном случае свою собственную точку зрения или аристократический идеал, совершенно не важно. Важно, что король решительно проводил эту точку зрения в жизнь.
Эрвиг стремился обезопасить свою семью от возможных преследований. Он добился от Тринадцатый Толедского собора принятия специальных постановлений о неприкосновенности жизни и имущества всех потомков короля и о недопустимости принуждения королевской вдовы к новому браку.

### Четырнадцатый Толедский собор

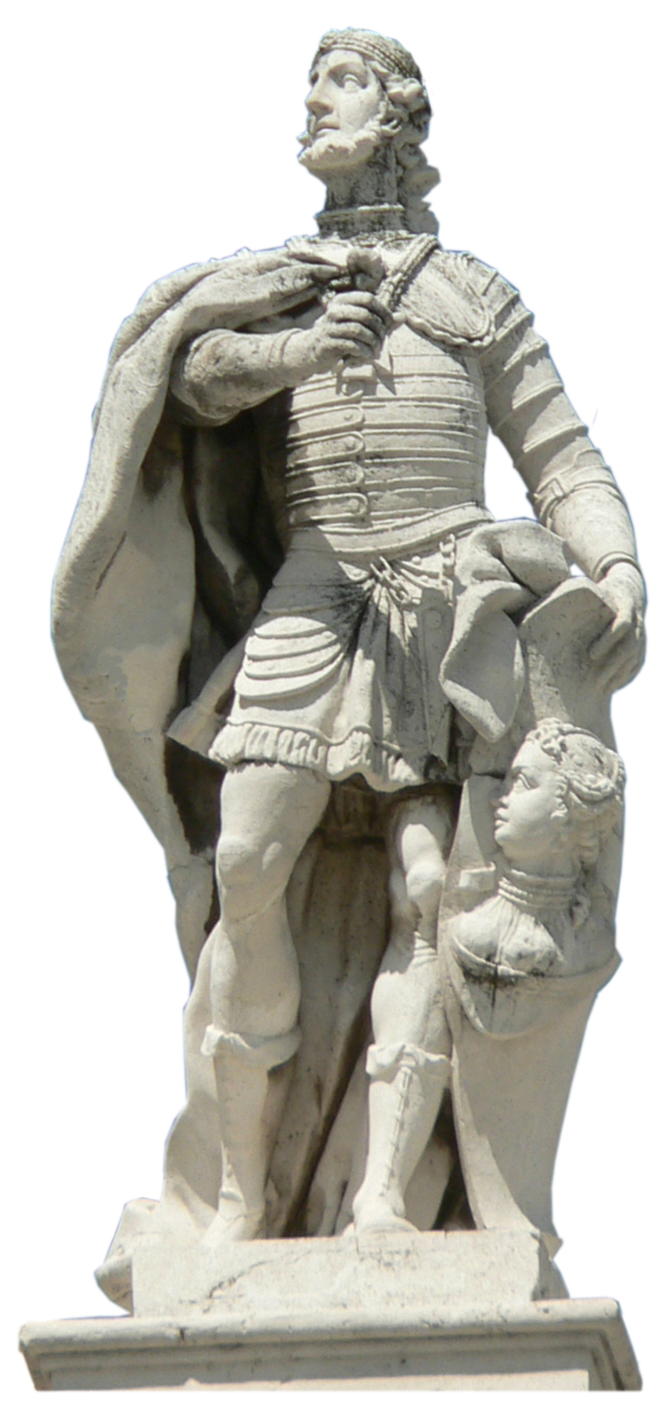
Статуя Эрвига на балюстраде королевского дворца в Мадриде

Союз с церковью играл огромную роль в политике Эрвига. Дело дошло до того, что в ноябре 684 года вопреки обыкновению Юлиан Толедский по собственной инициативе созвал в Толедо XIV собор. Хотя официально этот собор не был общегосударственным, на нём присутствовали представители всех митрополитов королевства. Поводом для его созыва послужило обращение папы Льва II, который просил испанских епископов поддержать решения Третьего Константинопольского собора, осудившего монофелитство. Это послание папы прибыло в Испанию уже в момент закрытия Тринадцатого Толедского собора, так что тот рассмотреть поставленный вопрос не мог. XIV собор, проходивший, естественно, под председательством Юлиана, действительно занимался только религиозными проблемами, поддержав, в частности, в соответствии с просьбой папы решения Третьего Константинопольского собора. Но главное было в другом: Юлиан и его сторонники показали себя самостоятельной силой, могущей не считаться с королём.

### Бедственное положение Испании
Положение в стране становилось всё тяжелее. Мосарабская хроника говорит, что во время его правления Испанию опустошил страшный голод. Упомянутое выше прощение недоимок в 683 году свидетельствовало о невозможности собрать все необходимые налоги, и королевской власти приходилось с этим мириться. Эрвиг вполне осознавал, что взимание недоимок означало бы разорение народа. Страна обезлюдела. Огромное значение имело резкое сокращение свободных людей. Сам Эрвиг жаловался на то, что только половина его подданных может свидетельствовать в суде и что есть целые деревни и небольшие виллы, которые не могут выставить на суд ни одного свидетеля. Король пытался хоть как-то сохранить свободное сословие. Так, Эрвиг постановил, что всякий продавший себя может быть выкуплен на свободу своими родственниками за ту же цену. В то время как изначально дети, рождённые в браке свободной женщины с рабом, считались рабами, Эрвиг постановил, что они, в случае если они без помех проживут тридцать лет в качестве свободных, больше не должны возвращаться в рабство.
Зато резко усилились магнаты. Опираясь на свои довольно большие владения и собственных подданных, они, с одной стороны, всё более противопоставляли себя королю и противились любым попыткам последнего укрепить свою власть, а с другой — стремились укрепить свою собственную власть над зависимыми от них людьми. И король шёл им навстречу. В новой редакции старого закона Леовигильда говорилось, что отпущенник или отпущенница в течение всей своей жизни не может уйти от своего господина или госпожи под страхом потери всего имущества. Этим законом отпущенники практически полностью прикреплялись к своему патрону.
Пытался Эрвиг хоть как-то укрепить и армию. Эрвиг жаловался, что знатные люди не выводят на войну даже двадцатую часть своих подданных, и требовал поставлять в армию каждого десятого раба, причём господин должен был отвечать за их снаряжение. Однако, боеспособность такой армии не могла быть высокой. Состоящая в большей своей массе из несвободных людей, такая армия не заинтересована была в защите чуждых ей интересов.

### Семейное положение
Эрвиг был женат на Лиубиготоне. Не существует никаких доказательств в том отношении, что она была королевской дочерью. У них было несколько детей. Из них только дочь Киксило, вышедшая замуж за дворянина по имени Эгика, родственника (вероятно, племянника) Вамбы, известна по имени. Скорее всего, этот брак был знаком примирения с родом Вамбы, по-видимому, обладавшим большой властью и широким влиянием.

### Смерть Эрвига
Эрвиг вовсе не был слабым правителем, каким его часто изображают различные исследования. Он, как и Вамба, стремился к укреплению монархии, но пытался достичь этого иным способом: не противопоставлять себя светской и церковной знати, а опереться на них. Если он и смягчил некоторые жёсткие указы Вамбы, то сделал это потому, что подобные драконовские меры показали свою несостоятельность. Его преемник Эгика потом скажет о многочисленных конфискациях, процессах и лишениях должности, какие происходили в последние годы его царствования. Репрессии против знати свидетельствуют, что добиться сплочения вокруг себя всей знати Эрвиг так и не смог. Более того, клан Вамбы, по-видимому, оказался столь сильным, что навязал королю кандидатуру его преемника.
На смертном одре, охваченный сильной болезнью, 15 ноября 687 года Эрвиг назначил зятя своим преемником и заставил Эгику поклясться никогда не использовать свою власть в противоправных целях.
Эрвиг правил 7 лет и 25 дней.